# Princípio da impessoalidade
O Princípio da Impessoalidade é um dos princípios pelos quais se rege o Direito Administrativo brasileiro. Em sua essência, diz respeito à necessidade do Estado agir de modo imparcial perante terceiros, não podendo beneficiar nem causar danos a pessoas específicas, mas sempre visando atingir à comunidade ou um grupo amplo de cidadãos. Além disso, se vincula ao entendimento de que os atos dos funcionários públicos são sempre imputados ao órgão para o qual oficiam, de forma que o ato de um agente é na verdade o ato de um órgão.

## Conceito
O Direito Administrativo é um ramo do direito público, o qual tem como finalidade garantir a satisfação do interesse coletivo. Desta forma, é concedido aos agentes, órgãos e pessoas administrativas, que integram a Administração Pública, certas prerrogativas que os permitem intervir sobre a autonomia da vontade do particular, limitando a sua liberdade. Todavia, os administrados também são dotados de direitos que impedem ações arbitrárias cometidas pela autoridade administrativa. Desta maneira, os princípios constitucionais que norteiam o Direito Administrativo possuem o papel fundamental de estabelecer o equilíbrio entre a autoridade administrativa e a liberdade e autonomia que são inerentes aos administrados.
A Constituição Federal Brasileira de 1988, em seu art. 37, caput, traz consigo alguns princípios que norteiam a Administração Pública direta e indireta. São eles: o da legalidade, da impessoalidade, da moralidade administrativa, da publicidade e o da eficiência. O princípio da impessoalidade pode ser analisado por dois pontos de vista: um voltado para a própria Administração e outro tendo como foco a relação dos administrados com a própria Administração, tendo o princípio, segundo a doutrinadora Daiane Garcias Barreto, o objetivo de “coibir a prática de atos que visem a atingir fins pessoais, impondo, assim, a observância das finalidades públicas”.
Referente ao primeiro sentido supracitado, o princípio estaria ligado ao dever do Estado de agir imparcialmente. Desta forma, os agentes públicos no exercício de sua profissão deverão sempre visar a finalidade pública que norteia a sua atividade, não podendo atuar para beneficiar ou prejudicar pessoas determinadas, visto que ele está a serviço do interesse coletivo. Agindo de tal forma, estará cometendo o crime de abuso de poder no exercício da função.
O segundo sentido diz respeito a sobre quem recairá a imputabilidade dos atos administrativos realizados, de forma que esses serão imputáveis sobre o órgão ou entidade administrativa da Administração Pública e não sobre o funcionário que os realiza, sendo ele apenas o personagem que manifesta a vontade do Estado. Desta forma, é vedada a promoção pessoal de agentes ou autoridades, tendo em vista que estes não estão agindo em nome próprio, mas sim em nome do Estado.

## Panorama Histórico
Apresenta o princípio da impessoalidade certa particularidade em relação aos demais constitucionalmente enunciados, por trazer em seu nome a possibilidade de compreensão de uma variedade de ideias contíguas a outros princípios e noções de Direito, unificados como princípio da Administração Pública, pela primeira vez, com a Constituição da República Federativa do Brasil de 1988 (CF/88).
Assim sendo, não há nos textos constitucionais que já vigoraram no país, desde sua instituição como República, referência literal a esse princípio. Sua positivação em 1988, contudo, não se trata de mero acaso de inovação ou neologismo impróprio para tratar de matéria já consolidada. Pode ser entendido como explicitação conjunta de ideias contidas nos princípios da isonomia e da finalidade – intrinsecamente ligados a pressupostos de um Estado de direito e democrático, bem como a seus parâmetros essenciais de legalidade e interesse público -, além de contemplar, também, a concepção que a Teoria do Órgão traz à imputação dos atos da Administração Pública.
A partir da expressa previsão no art. 37, caput da CF/88, o princípio da impessoalidade fez-se também presente constitucionalmente na vedação de identificação que caracterize promoção pessoal de autoridades ou servidores públicos quando da publicidade das práticas dos órgãos públicos (art. 37, §1º), ou mesmo na previsão de igualdade de condições de concorrência no processo de licitação (art. 37, XXI).
Princípio constitucional que é, seus desdobramentos infraconstitucionais são sistêmicos. Pode-se exemplificar, entretanto, sua determinação implícita de objetividade e vedação de promoção pessoal no art. 2º, parágrafo único, da Lei nº 9784/99 - que versa sobre o processo administrativo no âmbito da administração pública federal -, bem como nos seus artigos 18 a 21, ao tratar dos casos de impedimento e suspeição. Nos casos do art. 150, caput, da Lei 8112/1990 – sobre processo disciplinar contra servidores públicos – e art. 11, caput, da Lei 8429/1992 –  improbidade administrativa -, aparece como mandamento de imparcialidade.
	Quanto à manifestação indireta em textos constitucionais anteriores, a ideia de igualdade de tratamento – isonomia - presente no princípio da impessoalidade enquanto impossibilidade de diferenciações injustificáveis a favor ou desfavor de alguém, aparece já no texto da Constituição da República dos Estados Unidos do Brasil (de 24 de fevereiro de 1891), enquanto Declaração de Direitos, no art. 72, §2º - “Todos são iguaes perante a lei” -, bem como aparece enquanto legalidade, necessária à igualdade formal de tratamento, no mesmo artigo, §1º - “Ninguem póde ser obrigado a fazer, ou deixar fazer alguma cousa, senão em virtude de lei”. Nesse mesmo sentido, repete-se em enunciados semelhantes na Constituição de 1934, como direitos e garantias individuais, no art. 113, 1) – “Todos são iguais perante a lei. Não haverá privilégios, nem distinções, por motivo de nascimento, sexo, raça, profissões próprias ou dos pais, classe social, riqueza, crenças religiosas ou idéias políticas.” - e 2) – “Ninguém será obrigado a fazer, ou deixar de fazer alguma coisa, senão em virtude de lei.”; na Constituição de 1946, enquanto direitos e garantias individuais, art. 141, §1º - Todos são iguais perante a lei – e §2º - Ninguém pode ser obrigado a fazer ou deixar de fazer alguma coisa senão em virtude de lei. Na Constituição de 1967, no art. 150, §1º - Todos são iguais perante a lei, sem distinção, de sexo, raça, trabalho, credo religioso e convicções políticas. O preconceito de raça será punido pela lei – e §2º - Ninguém será obrigado a fazer ou deixar de fazer alguma coisa senão em virtude de lei.
Com o elenco de previsões constitucionais anteriores que retomam parte do conteúdo do princípio da impessoalidade – em suas manifestações de isonomia e legalidade – desde a instituição do Brasil como República, fica evidente sua alocação nos textos junto a direitos e garantias individuais e, mais anteriormente, junto a direitos declarados. Daí se depreende a nítida inspiração, mormente no substrato ideológico fundamentador, na Declaração de Direitos do Homem e do Cidadão, de 1789 em que se lê no art. 1º “Os homens nascem e são livres e iguais em direitos. As distinções sociais só podem fundamentar-se na utilidade comum”.
Mais ainda, essas expressões de conteúdo principiológico, hoje consolidadas como partes integrantes da impessoalidade constitucional na Administração Pública, têm suas raízes no processo de formação do Estado moderno e de seus paradigmas. São raízes que remetem à formação do constitucionalismo clássico no Ocidente. Nas palavras de Oliveira Baracho, esse constitucionalismo “[...] designa as instituições e os princípios adotados pela maioria dos Estados a partir dos fins do século XVIII, através de um governo constitucional, em oposição ao que domina de absoluto. ” (BARACHO, 1986). É a partir desse movimento de declaração de direitos e organização da administração do Estado, com expressão codificada primeira na Constituição francesa de 1791, que se busca uma racionalização das atividades de governo, sua limitação por uma estrutura jurídico-normativa que busque submeter o poder político a certos parâmetros previsíveis. Parâmetros esses, legitimados por serem vontade legislativa e expressão racional derivada de uma representação da soberania que se clama popular, voltada ao interesse comum, não personificado.
Tem-se então que a impessoalidade administrativa, enquanto noção que compreende os pressupostos de isonomia, legalidade e imputação não personalista dos atos da administração pública, está intimamente ligada à consolidação formal do Estado de Direito. Objetiva-se assim, o rompimento com um estado de coisas anterior, o absolutismo, em que o exercício do poder governamental fazia-se pleno na figura personificada do rei, e portanto, centrado em um único soberano, sujeito a critérios arbitrários derivados de vontade e interesses específicos, não generalizáveis como interesse comum dos governados.
Em contraposição, a Revolução Francesa e a Constituição que dela resultou, bem como a ideia de Estado nacional, concebem a soberania como instituto indivisível e inalienável no exercício do governo, e que tem sua titularidade no poder político que deriva da nação, da vinculação a uma necessária representação social. São imperativos que condicionam o exercício do poder governamental e o dividem funcionalmente em busca de uma sistematização racional do Estado, voltado ao interesse comum e exercido por seus órgãos, não sujeitos em nome próprio.
Assim, em direito codificado, formal, não só estrutura-se o Estado e a divisão de suas atividades, mas declaram-se direitos inerentes à condição humana, preexistentes e reconhecidos como direitos individuais fundamentais, fundadores da finalidade do Estado de Direito. São esses os direitos que hoje convenciona-se chamar como de primeira geração e derivados de um Estado liberal de Direito, com escopo de limitar o campo de atuação do Estado e garantir aos indivíduos uma reserva de liberdade e igualdade formal que lhes seria intrínseca. São a manifestação nos Estados de Direito do que veio a ser formalmente universalizado pelo constitucionalismo moderno enquanto valorações da liberdade natural ao ser humano e suas expressões em igualdade jurídica, necessária reserva legal de seus direitos e dos limites da atividade do Estado, bem como, em consequência que ainda hoje perdura como princípio, da impessoalidade do Estado no exercício de suas atividades e no tratamento para com aqueles de que decorre sua soberania.

## Fundamentos
O Princípio da Impessoalidade tem como fundamento o Estado Democrático de Direito, uma vez que sua existência representa o ideal de justiça comum, sem privilégios, elevando a coisa pública sobre a privada. Este princípio se consagra como um dos fundamentos implícitos da Constituição Federal de 1988, podendo ser notado em seu preâmbulo: “[...] Estado Democrático, destinado a assegurar o exercício dos direitos sociais e individuais, a liberdade, a segurança, o bem-estar, o desenvolvimento, a igualdade e a justiça como valores supremos de uma sociedade fraterna, pluralista e sem preconceitos, fundada na harmonia social [...]”.

## Pressupostos
O Princípio da Impessoalidade pode partir de dois pressupostos:
- impessoalidade relativa aos administrados: a Administração só poderá praticar os atos impessoais se tais atos vão propiciar o bem comum (a coletividade). A explicação para a impessoalidade pode ser buscada no próprio texto Constitucional, por exemplo, de acordo com o art. 100 da CF, “à exceção dos créditos de natureza alimentícia, os pagamentos devidos pela Fazenda [...] far-se-ão na ordem cronológica de apresentação dos precatórios [...]”. Não se pode pagar fora desta ordem, pois, do contrário, a Administração Pública estaria praticando ato de impessoalidade;
- impessoalidade relativa à Administração: os atos impessoais se originam da Administração, não importando quem os tenha praticado. Este princípio deve ser entendido para excluir a promoção pessoal de autoridade ou serviços públicos sobre suas relações administrativas no exercício de fato, pois os atos são dos órgãos e não dos agentes públicos[18].

## Sinônimos
O princípio da impessoalidade não é consensual na doutrina brasileira, de modo que diversos pensadores enxergam-no sob diferentes óticas, as quais, para fins didáticos, podem ser expostas por meio dos sinônimos de impessoalidade de acordo com os variados pontos de vista.

### A Impessoalidade Como Finalidade ou Interesse Público
Segundo esse ponto de vista, os atos administrativos devem ser impessoais por buscarem a realização daquilo que é de interesse da população, e não os interesses pessoais de quem executa a ação. É por isso que Paulo Alberto Pasqualini refere-se a ele como uma "decorrência do princípio da utilidade pública". Hely Lopes Meirelles cita a Constituição como base de tal compreensão, determinando que "referido na Constituição de 1988 (art. 4°, caput) nada mais é do que o clássico princípio da finalidade, o qual impõe ao administrador público que só pratique o ato para o fim legal.(....) E a finalidade sempre terá um objetivo certo e inafastável: o interesse público."
Tendo em vista as opiniões de diversos estudiosos sobre o tema, Lívia Maria Armetano Koenigstein Zago explica que sob a ótica da finalidade, o princípio tem também a função de impor condutas e garantir direitos ao trazer a possibilidade de transparência, eficiência, igualdade, objetividade e responsabilidade.
Dessa forma, a impessoalidade opõe-se ao subjetivismo, à arbitrariedade, perseguições ou privilégios. Sendo as ações administrativas fundamentadas no interesse público, o princípio garante basicamente a neutralidade e a objetividade, de modo a importar menos quem as executa.

### A Impessoalidade Como Igualdade ou Isonomia
O princípio da impessoalidade também é visto como uma decorrência da igualdade, de modo que Adilson Abreu Dallari refere-se ao mesmo como uma "transmutação" do princípio da igualdade para a Administração.
Partindo da constatação de que não deve a Administração mover-se para atender a interesses particulares, atender regalias, favoritismos, ideologias políticas ou interesses sectários, Celso Antônio Bandeira de Mello também enxerga na impessoalidade a Igualdade ou Isonomia, citando a frase constitucional "todos são iguais perante a lei", presente no caput do artigo 5º da Constituição de 1998.

### A Impessoalidade Como Imparcialidade
Embora muitos autores defendam a tese de que impessoalidade é sinônimo de igualdade, o Dicionário Aurélio Buarque de Holanda cita a impessoalidade como sinônimo de imparcialidade:"Impessoalidade é, por conseguinte, imparcialidade, qualidade de ser imparcial, de 'julgamento desapaixonado, que não sacrifica a sua opinião à própria conveniência, nem às de outrem".
Juarez de Freitas afirma, por sua vez, que o princípio da imparcialidade é sinônimo do que o constituinte preferiu citar (impessoalidade) e deriva do principio geral da igualdade. As principais características, segundo o mesmo, seriam a objetividade no atendimento ao interesse geral e a vedação da promoção pessoal dos agentes ou autoridades.
Nessa perspectiva, destaca-se a característica do princípio de garantir que o aparato Estatal não seja usado em benefício próprio ou a outrem por razões puramente subjetivas. Destaca-se também, nessa perspectiva, a necessidade de agir objetivamente para que seja alcançado o Bem Comum.

## Ligações Externas
É importante lembrar que os princípios se constituem mutuamente e não se excluem. Eles possuem uma função programática, na qual fornecem as diretrizes situadas no ápice do sistema, delimitando a atuação dos administradores e dizendo as práticas que devem ser seguidas pela Administração Pública.
Os princípios constitucionais apresentam-se cada vez mais interligados, e possuem uma linha divisória tênue entre si, podendo-se dizer que têm uma continuidade em relação uns aos outros.
Visto isso, não se pode alegar que o Princípio da Impessoalidade significa apenas que o administrador público deva comportar-se de modo a atender a finalidade pública que é materializada pelo interesse público, mas deve levar em consideração, também, todos os fatores que se relacionam de certa maneira com esse princípio.
Assim sendo, os temas que têm ligação com esse princípio são:
- Princípio da Finalidade

Esses dois princípios estão intimamente ligados e muitos autores dizem que a ideia central de ambos é a mesma. Isso se dá porque o princípio da finalidade veda a prática de ato administrativo sem interesse, ou seja, o dever de buscar a finalidade pública faz com que o administrador seja impedido de alcançar outro objetivo ou de se comportar em favor de interesses próprios, fazendo com que ele aja, automaticamente, com impessoalidade.
- Princípio da Legalidade

Eles se relacionam já que, à medida em que a Administração Pública atende a generalidade e abstração da lei, ela deve obedecer a uma ordem impessoal também.
- Princípio da Isonomia

Esse é outro princípio que se tem profunda relação com o tema em questão, já que a realização da igualdade implica que o ato seja conduzido com impessoalidade. Os dois, conjuntamente, vedam qualquer discriminação ilícita e atentatória à dignidade da pessoa humana, bem como tratamento isonômico a todos os administradores.
- Princípio da Moralidade

Esse princípio diz que os atos da administração devem estar verdadeiramente adequados à moralidade administrativa, observando padrões éticos de conteúdo. Ora, quando a administrador toma decisões sem beneficiar ninguém em especial, levando em conta o interesse da sociedade e não o seu próprio ou de terceiros, ele está agindo, diretamente, de modo imparcial.
- Interesse Público

Não há dúvida quanto à relação entre o princípio da impessoalidade e o interesse público, visto que os atos da administração pública devem sempre ser voltados a atender o interesse da população, da coletividade, garantindo assim a vedação de qualquer tipo de parcialidade.

## Exceções Cabíveis
Ao adotar a visão binária de Maria Sylvia Zanella de Pietro sobre o princípio em questão, determinando que este possui o sentido primeiro de que a Administração Pública não pode atuar com vistas a prejudicar ou beneficiar pessoas determinadas e, em um segundo sentido, de que os atos realizados por funcionários são imputáveis ao órgão ou entidade administrativa ao qual pertencem, pode-se perceber algumas exceções cabíveis a ambos os sentidos.
Quanto ao primeiro sentido, pode-se citar como exceção primeiramente os cargos em comissão ou comissionados, dispostos no artigo 37, II, da Constituição Federal de 1988. Estes se referem às contratações realizadas em caráter provisório, sem a realização de concurso público, de pessoas de confiança da autoridade contratante.
De acordo com Celso Antônio Bandeira de Mello (2010, p. 305-306), os cargos comissionados são “aqueles vocacionados para serem ocupados em caráter transitório por pessoa de confiança da autoridade competente para preenchê-los”.
Dessa forma, estas pessoas contratadas em caráter comissionado são beneficiadas, mesmo que temporariamente, pelas autoridades que as contratam por não o serem pelo mérito de ter conseguido uma boa colocação em uma prova de aptidão, mas pelo relacionamento de confiança que possuírem com o servidor competente para sua admissão.
Esse tipo de disposição legal fere o Princípio da Impessoalidade, pois o indivíduo é admitido pela sua relação de confiança com a autoridade contratante, impossibilitando outras pessoas de concorrerem à vaga por meio de concurso público, a via de regra nos casos de contratação na 
Administração Pública, beneficiando, assim, pessoas determinadas em prol do restante da população.
Partindo do segundo sentido adotado por Di Pietro, de que todos os atos realizados por funcionários e servidores da Administração Pública devem ser imputados ao órgão ou entidade ao qual pertencem, podemos citar uma exceção importante. Ao adotar essa perspectiva, entende-se que o Estado tem a responsabilidade de responder pelos danos causados por ações de seus funcionários, pelo fato de que os atos destes são imputados àquele.
Quanto à responsabilidade estatal, tem-se duas vertentes: a responsabilidade objetiva e a subjetiva. Tem-se a responsabilidade objetiva do Estado quando não é necessário comprovar dolo ou culpa do ato causador de dano a terceiro para haver a responsabilidade de reparação. Esse tipo de responsabilidade somente se dá nos casos de atos comissivos do Estado, isto é, quando realiza determinada ação, como sujeito ativo, que acaba causando danos a terceiros. É o que está disposto no artigo 37, § 6º da Constituição Federal de 1988. Já no caso de responsabilidade subjetiva, há o dever de se comprovar que houve dolo ou culpa para haver a responsabilização do Estado, pois ocorre uma omissão estatal, geradora de danos a terceiros. Para que haja a responsabilidade nesse caso é necessário a comprovação de que o Estado tinha o dever de agir e não o fez.
O artigo 37, § 6º primeiramente trata da responsabilidade objetiva, na qual apenas o nexo causal entre o ato do agente público e o dano causado a terceiro é o suficiente para a reparação do dano. A segunda parte do artigo refere-se à responsabilidade subjetiva do agente público perante à Administração Pública, de forma que esta necessita comprovar que houve dolo ou culpa por parte do agente para ter o direito de regresso em relação ao dano que teve que ressarcir.
Quanto à interpretação desse artigo em relação à responsabilidade subjetiva do agente público, existem duas teorias. A primeira, defendida pelo STF em seus julgados, entende que o terceiro afetado só pode acionar o Estado para ressarcimento do dano sofrido, não podendo responsabilizar o agente pelo fato, sendo esta uma prerrogativa única do Estado, caso seja condenado.
A segunda teoria foi adotada pelo STJ e é defendida pela doutrina majoritária. Defende esta que o terceiro pode ajuizar ação contra o Estado, contra o Estado e contra o agente de forma solidária ou então contra o próprio agente, sem a participação do Estado no polo passivo. Cabe ao terceiro a escolha de como proporá a ação indenizatória, podendo optar por um processo mais rápido, contudo com a necessidade de comprovação de dolo ou culpa pelo agente ao acioná-lo ou propor contra o Estado, situação na qual não terá que comprovar dolo ou culpa, contudo terá um processo mais moroso e de execução não tão simplificada.
A primeira teoria, adotada pelo STF, não fere o Princípio da Impessoalidade, pois o Estado responde pelos atos de seus funcionários, podendo ou não entrar com ação regressiva contra o servidor, caso perca a ação em relação ao terceiro, sendo assim uma faculdade sua. Já a segunda teoria, especificamente nos casos em que o agente se coloca no polo passivo da ação indenizatória, promove uma ofensa ao Princípio da Impessoalidade, pois o ato, mesmo que cometido pelo agente em questão, não foi imputado como sendo um ato do Estado, como é a regra do Princípio.
Apesar de o STJ e a doutrina majoritária defenderem a segunda doutrina, o STF já decidiu por diversas vezes adotando a primeira, de forma que pacificou a questão quanto a esse tema. Contudo é importante tal discussão, pois ainda hoje é entendido por juristas de grande nome como sendo a regra a faculdade de escolha do terceiro afetado, ferindo o Princípio da Impessoalidade ao fazê-lo.